# Stećci

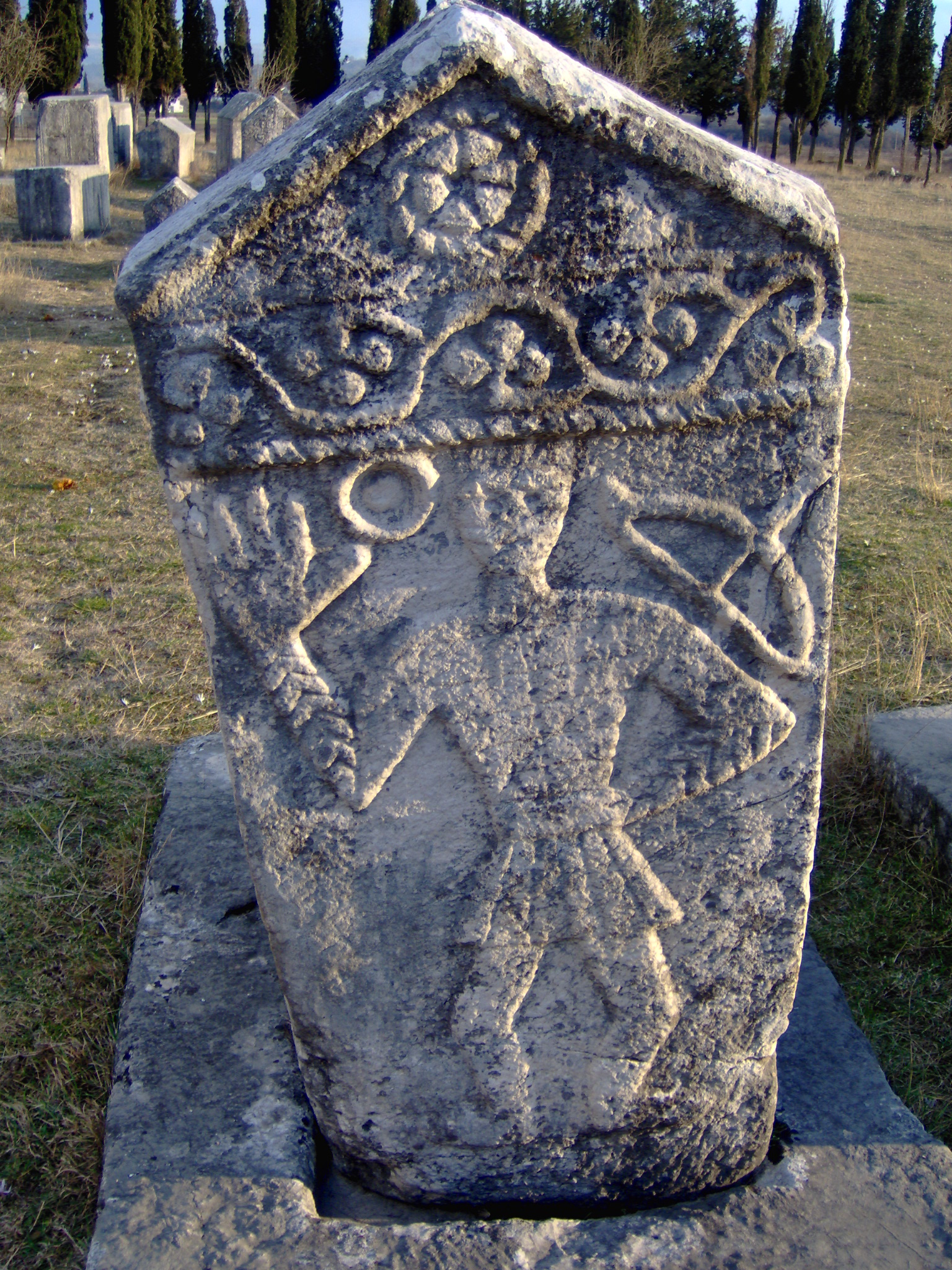
Stecițe în necropola Radimlja din Herțegovina

Un stećak (cu alfabet chirilic Стећак, pronunțat pronunție în sârbocroată [stetɕak]; plural: Stećci, Стећци, pronunțat pronunție în sârbocroată [stetɕtsi]) este o piatră funerară medievală în formă de sarcofag, lespede, stâlp funerar sau stelă, care se poate afla în Bosnia, Herțegovina și în regiunile vecine din Croația, Muntenegru și Serbia. Aproximativ 60.000 de „stecițe” (prin epiteză) au fost repertoriate în teritoriul statului modern Bosnia și Herțegovina și încă 10.000 în Croația (4.400), Muntenegru (3.500) și Serbia (2.100). În general ele sunt grupate în 3300 de foste cimitire (necropole), unele fiind însă izolate, sau aflându-se câte două, trei. Necropolele nu corespund neapărat cu localitățile medievale, nici cu cele actuale. Peste 90% dintre stecițe sunt într-o stare avansată de degradare.
Apărută pe la jumătatea secolului al XII-lea, cu prima fază de expansiune în secolul al XIII-lea, construcția acestor pietre funerare a ajuns la apogeu în secolele al XIV-lea și al XV-lea, înainte de a înceta în timpul stăpânirii otomane⁠(d) în primii ani ai secolului al XVI-lea. Această tradiție este atestată deopotrivă în rândul populațiilor creștine locale, iar  epitafele de pe ele sunt scrise mai ales în limba slavonă și în alfabetul dispărut chirilic bosniac⁠(d), dar și în scrierile glagolitică și latină⁠(d). Afilierea religioasă (catolică, bogomilă sau ortodoxă) și etnică (slavo-bosniacă sau vlaho-bosniacă⁠(d)) a comunităților care au generat practica este încă discutată, existând posibilitatea ca „moda” stecițelor să fi depășit limitele comunităților. Una dintre cele mai mari colecții de stecițe se numește Necropolis of stecci at Radimlja, the historic site⁠(d), și se află la vest de Stolac⁠(d) în Bosnia și Herțegovina.
O parte dintre pietrele funerare stecițe a fost înscrisă în patrimoniul mondial UNESCO în 2016. Situl protejat cuprinde o selecție de 4.000 de steciuri din 28 necropole, din care 22 în Bosnia și Herțegovina, două în Croația, trei în Muntenegru, și trei în Serbia.

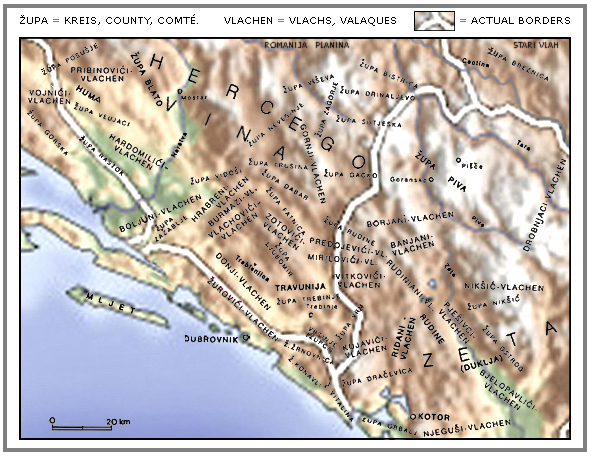
Cătunele vlahilor medievali din Herțegovina și Zeta, printre probabilii autori ai stecițelor.

## Etimologia
Cuvântul stećak este o formă contractată a cuvântului mai vechi *stojećak, derivat din verbul sud-slav stajati (în traducere, „a sta în picioare”). Se traduce literal prin „lucru drept, care stă în picioare”. În Herțegovina li se mai spune și mašeti / mašete (care poate provenie fie din italienescul massetto care înseamnă „piatră mare”, fie din turcescul meşhet/mešhed care înseamnă „piatră de mormânt a unui erou căzut”. Problema derivării din meșhet este că stecițele fiind atribuite de către musulmani creștinilor necredincioși⁠(d), termenul mašet poate fi derivat și din turcescul maşatlik care înseamnă „cimitir nemusulman”, termenul mašet fiind pentru masculin, iar mašeta pentru feminin, specific musulmanilor.|group=lower-alpha}}), în Bosnia centrală și apuseană ca mramori / mramorje / mramorovi (marmură), în timp ce în Serbia și Muntenegru li se spune și usađenik (implantare). Inscripțiile de pe stecițe sunt denumite bilig (marcă), kamen bilig (marcă de piatră), kâm / kami / kamen (piatră), hram (altar), zlamen (semn),  (casă), raka (groapă), greb/grob (mormânt). În lecționarul din 1495 ele sunt denumite kamy (pietre).
Deși sub denumirea de stećak sunt reunite pietrele funerare monolitice așezate vertical (adică, formele sanduk și sljemenjak), în secolul al XX-lea cuvântul stećak, stećci a fost acceptat ca termen general în lucrările științifice, incluzând și lespezile orizontale (ploče). Sensul inițial al cuvântului stećak însuși este incert și pare a fi o creație modernă, neputând fi găsit în documente mai vechi decât o notă a lui Ivan Kukuljević Sakcinski⁠(d) din 1851, dicționarul lui Vuk Karadžić din 1852 (în prima ediție din 1812 termenul nu apărea), deși el se contrazice, deoarece localnicii din Zagvozd le spuneau starovirsko („de vechea credință”), dicționarul lui Bogoslav Šulek⁠(d) din 1860 și mai recente, iar dicționarele academice îl menționează doar începând cu 1956/58. Se crede că termenul a fost folosit mai ales în Herțegovina de Est⁠(d) și în zonele Stari Vlah⁠(d) din Serbia. Până la începutul secolului al XX-lea, terminologia era diversă, unii specialiști avansând termeni generali ca nadgrobni biljezi (pietre de mormânt) sau mramorje (marmure).
Termenul stećak este mai puțin frecvent în dialectele regionale și nu are valoare etiologică. Are o semantică incorectă și contradictorie, deoarece derivă din verbul „a sta în picioare”, deși cele de tip „cufăr” (sarcofag) la care se referă predominant sunt în poziție orizontală, doar subtipul în formă de stâlp funerar sau cruce stă vertical; acest subtip vertical reprezintă mai puțin de 5% din numărul total de stecițe; în inscripțiile originare de pe ele sunt cel mai adesea numite kami („pietre”), de unde unii specialiști au avansat termenul de kamik (pl. kamici) pentru toate formele de piatră, în timp ce stećak urma să le desemnbeze doar pe cele verticale. Termenul kamik este mai apropiat de sensul originar și uneori este folosit în loc de stećak în literatura de specialitate.
Denumirile populare pentru zonele și cimitirele cu stecițe denotă respect și admirație pentru dimensiunile, vârsta și reprezentările lor: Divsko groblje (cimitirul uriașilor), Mašete (pietre mari), Mramori/Mramorje ([blocuri de] marmură), Grčko groblje (cimitirul grecesc), Tursko groblje (cimitirul turcesc), Kaursko groblje (cimitirul ghiaur).

## Caracteristici

### Definiție

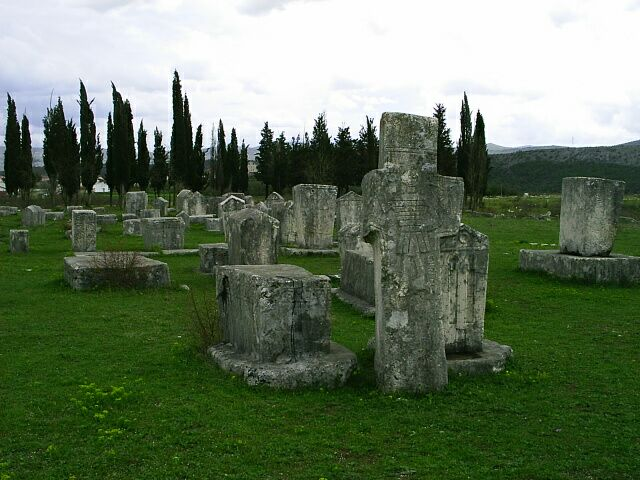
Steciu la necropola din.

Stecițele sunt caracteristice teritoriului de astăzi al Herțegovinei, Bosniei centrale, Podrinje și Dalmației (mai ales la sud de râul Cetina), și unor mici părți din Muntenegru, Kosovo și vestul Serbiei, Posavinei⁠(d) și nord-vestului Bosniei.
Pietrele steciurilor sunt descrise ca monumente funerare de piatră, monolite, orizontale și verticale, de formă prismatică cu sprafață plată sau în formă de acoperiș,, cu sau fără piedestal. Clasificarea comună a fost stabilită în 1952 de Dmitrij Sergejevski, care le-a împărțit în orizontale și verticale. Până acum, sistematizarea steciurilor nu este terminată, potrivit lui Šefik Bešlagić⁠(d) există șapte tipuri de formă: lespede, cufăr, cufăr cu piedestal, cu acoperiș, cu acoperiș și piedestal, stâlp, cruce, în timp ce potrivit lui Lovrenović există nouă tipuri în Necropolis of stecci at Radimlja, the historic site⁠(d): lespede, lespede cu piedestal, cufăr, cufăr piedestal, cufăr înalt, cufăr înalt cu piedestal, sarcofag (cum ar fi cele cu acoperiș), sarcofag cu piedestal, cruciform.
În Bosnia și Herțegovina, potrivit UNESCO, au fost identificate „aproximativ 40.000 de cufere, 13.000 de lespezi, 5.500 de pietre funerare cu acoperiș, 2.500 de stâlpi/obeliscuri, 300 de cruci și aproximativ 300 de pietre funerare de formă nedeterminată. Dintre acestea, peste 5.000 au decorațiuni sculptate”.
Cronologia stabilită de Marian Wenzel⁠(d) consideră că ele s-au dezvoltat din pietrele funerare  plate, cele mai vechi datând din 1220 (probabil mai întâi, cândva prin mijlocul secolului al XII-lea), cele monumentale apârând prin 1360, cele cu reprezentări vizuale pe la 1435–1477, și producția lor s-a încheiat prin 1505. Alții consideră însă că ea a durat până la sfârșitul secolului al XVI-leacu rare exemple ce au continuat până în secolul al XVIII-lea. Stecița în formă de cufăr (sanduk) și cu acoperiș (sljemenjak) nu apare înainte de mijlocul sau sfârșitul secolului al XIV-lea (1353–1477), în vreme ce celelalte două forme de bază — stâlp vertical (stup) și cruce (krstača / križina) — pe la jumătatea secolului al XV-lea. În formele ulterioare verticale se poate vedea influența nišan-ului — pietrele verticale monolitice de la mormintele musulmane (turcești), apărute pe la sfârșitul secolului al XIV-lea în teritoriile cucerite din Macedonia și Serbia. Această formă predomină în Serbia și în Bosnia Răsăriteană.
Etapa lor inițială de dezvoltare, care a cuprins plăcile sau lespezile culcate simple, nu este specifică regiunii, dar este de largă de origine vest-mediteraneană, și, ca atare, termenul stećak (care presupune formele de cufăr sau cu acoperiș) este impropriu pentru toate formele. Înmormântarea sub lespede era specifică lumii vest-mediteraneene în secolele al XIV-lea–al XV-lea, dar a prezentat o metodă specială de producție și de ornamentație în Balcani, personalizare în funcție de competențele pietrarilor și de microclimat. Monumentele datate arată că au fost inițial făcute de/pentru nobilimea feudală, în timp ce mai târziu, această tradiție a fost îmbrățișată și adoptat de către vlahii⁠(d) indigeni care au fost aproape exclusiv creatorii lor după mijlocul secolului al XVI-lea.

### Decorațiuni
O parte din stecițe (384) poartă inscripții, majoritatea în alfabetul dispărut chirilic bosniac⁠(d), unele în scriere glagolitică și latină⁠(d). Limba are unele expresii arhaice, cu caracteristici ikaviene, și spre sfârșit prin reflexul Iat ijekavian. Inscripțiile pot fi împărțite în: fraze religioase, descrieri ale moorții eroice, informații despre cel decedat, informații despre rudele decedatului și circumstanțele decesului, numele personal (cândva cu nume de ucenic-meșter), învățături morale (sau religioase). Ultimele sunt mărturii îndrăznețe de înțelepciune și de mortalitate, exprimă frica de moarte, și mai multă anxietate decât pace.
Cele mai remarcabile caracteristici ale motivelor decorative se împart în șase grupe, care se completează reciproc: simboluri sociale, simboluri religioase, imagini de kolo postume, figuri, ornamente clare, și motive neclasificate (cea mai mare parte simbolice, geometrice, sau deteriorate). Multe dintre ele rămân enigmatice până azi; spirale, arcade, rozete⁠(d), frunze de viță de vie și struguri, crini, stele (de multe ori cu șase colțuri) și semiluni⁠(d) se numără printre imaginile care apar. Figurile includ procesiuni de cerbiăprioare, cai, dans kolo, vânătoare, turnee cavalerești, și, cel mai faimos, imaginea unui om cu mâna dreaptă ridicată, probabil, într-un gest de credință⁠(d).
O serie de reprezentări vizuale nu pot fi interpretate simplist ca scene reale de viață, dar o explicație simbolică este încă în curs de evaluare de către specialiști. Scuturile de pe pietrele funerare, de obicei cu bară orizontală, semilună și stea, nu pot fi steme, nici crinul stilizat nu este folosit în sens heraldic. Pe un steciu este figurat un leu legat și deasupra lui un balaur înaripat. În 1979, istoricul Hadžijahić consemna că călăreții nu țin frâie în mâini, ci (dacă nu vânează) stau cu mâinile ridicate spre cer, cu o posibilă semnificație religioasă. În 1985, Maja Miletić nota caracterul simbolic și religios al scenelor de pe steciu. Toate „scenele de viață sunt considerate parte a ceremonialului. Mai mulți specialiști cred că motivele și tradiția cultului indigen postum demonstrează continuitatea vechiului simbolism balcanic precreștin din vremurile preistorice⁠(d) și cel al triburilor ilire romanizate (vlahi⁠(d)). Alojz Benac⁠(d) nota că desenele cu un cal singur cu un șarpe, sau cu cerbcapri cu pasăre, simbolizează sufletul decedatului în drum spre lumea cealaltă, similare celor de pe Iapide⁠(d). Zeul ilir Medaurus e înfățișat călărind un cal și ținând o lance.

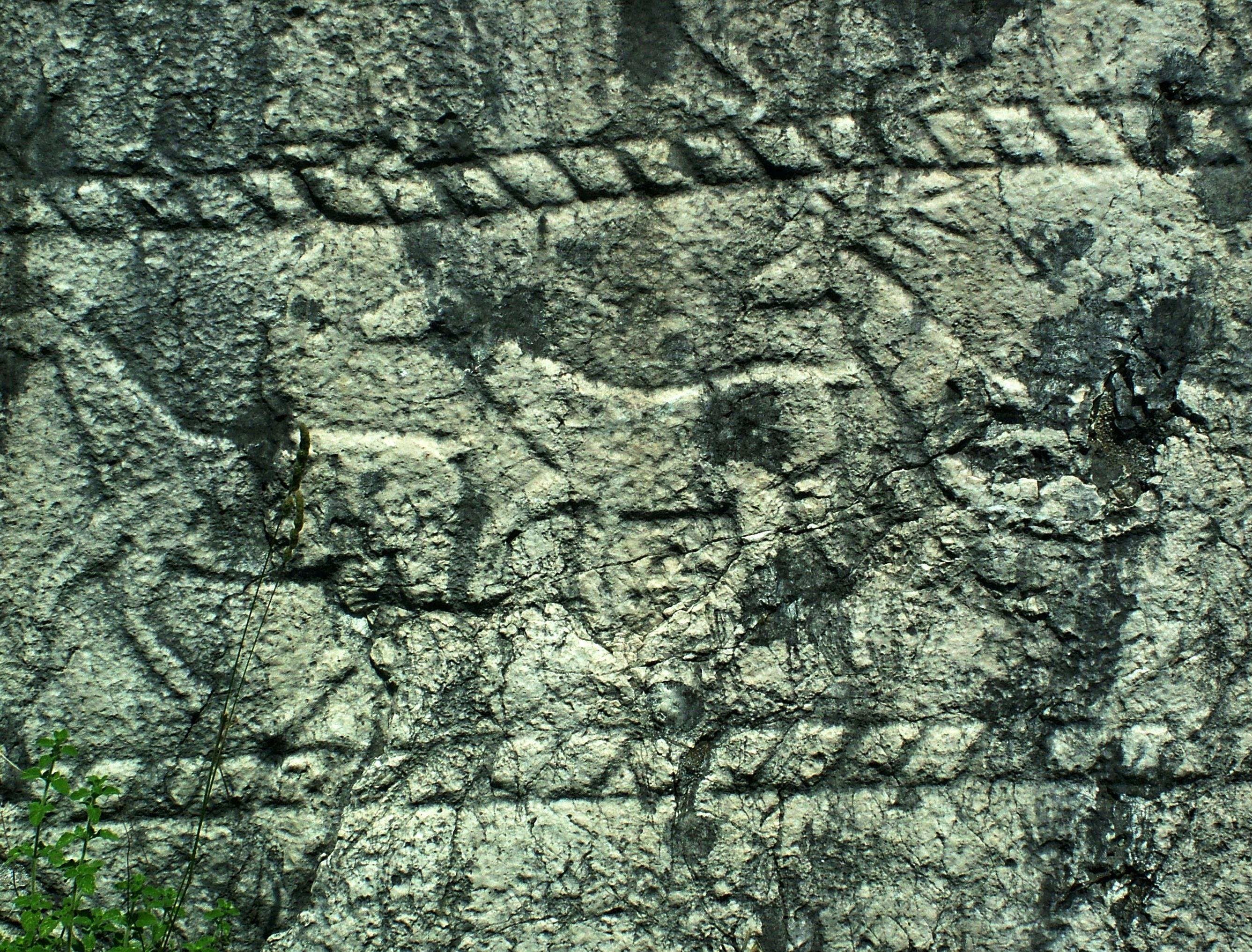
Motivul sacral al căprioarelor este considerat a fi de origine paleo-balcanică și precreștină.

Dintre toate animalele, cel mai bine reprezentat este căprioara, și cea mai mare parte se găsește pe stecițe din Herțegovina. Conform lui Dragoslav Srejović, răspândirea creștinismului nu a provocat dispariția imediată a vechilor credințe, în special în cerbul totemic. Wenzel considera că acesta ducea sufletul în lumea de dincolo. Istoricul Šefik Bešlagić⁠(d) a sintetizat reprezentările de cerbi: uneori însoțit de o pasăre (de multe ori pe spate sau pe coarne), cruce sau crin, frecvent sunt prezentate șiruri de cerbi sau căprioare, precum și cu un arc și săgeată, câine și vânător(i) cu suliță sau sabie (de multe ori pe cal). Cerbul apare în scene de vânătoare, precum și în unele procesiuni kolo conduse de un om călare pe cerb. Există scene în care cerbii se apropie liniștiți de vânător, sau cu cerbi cu dimensiuni enorme și coarne puține. Cele mai multe dintre reprezentările de „vânătoare de cerbi” sunt cu fața spre vest, semnificație simbolică pentru moarte și lumea cealaltă. Din numeroasele scene de vânătoare, în numai una un cerb este rănit (pe un steciu cu unele anomalii), cu un sens neînțeles. În arta romană și parto⁠(d)-sasanidă⁠(d), animalele vânate sunt rănite mortal, și cerbul este doar unul din multele, dar pe steciță este singurul animal vânat.

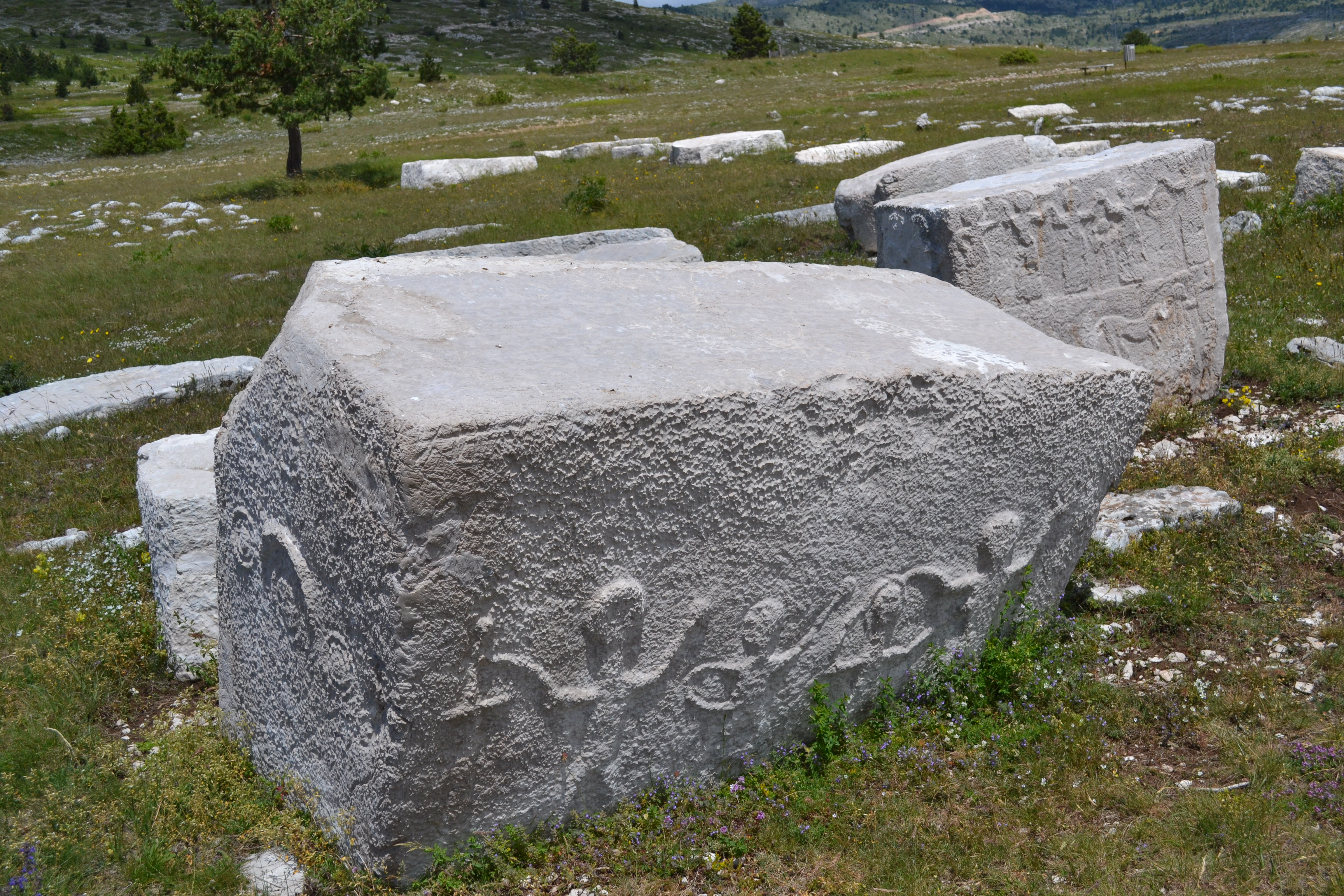
Două stecițe cu motive de kolo.

Motivul procesiunilor de tip hora sau kolo (în total 132) împreună cu un cerb, și direcția dansului, deși nu întotdeauna ușor de identificat, arată un dans al morții, nu unul de bucurie. Din urnele din Iapydes⁠(d), până în prezent, femeile din Bosnia și Herțegovina, Muntenegru, fac un dans funerar către vest spre apus. În estul Bosniei și în Herțegovina, așa-numitele Ljeljenovo kolo, ljeljen fiind numele local pentru jelen (cerb), se dansează făcând o poartă din mâini ridicate, conducătorul dansului încercând să-i tragă pe toți dansatorii prin poartă până când se încurcă, după care, jucând în direcția opusă, până când se descurcă. Originea sa este în ritualul mortuar de ghidare a sufletului spre o altă lume și sensul este reînnoirea vieții.. La românii din satul Homolie, din Timoc, Marian Wenzel a remarcat un dans funerar foarte asemanator cu scenele de pe unele piatre funerare. 
Distribuție regională mare, dar limitată la nivelul unui cimitir (de regulă, una pe cimitir) sau poziția notabilă a unor stecițe în formă de cruce (križine), și ornarea aproape exclusivă cu luna și stelele, ar putea indica identificarea afilierii religioase (păgâne) a cimitirului. Simbolismul lunii și stelei (Soarele), adesea găsite pe ele, ar putea fi urmărite la o combinație de credințe păgâne și creștine;  steaua în șase colțuri reprezentând Venus (în mitologia slavă numită "Danica") împreună cu Luna ar putea reprezenta „cununia astrală”, sau chiar mitraismul⁠(d) , care stabilea în vechea credință mazdakistă⁠(d) că trupul mortului merge pe Lună și sufletul la Soare, în timp ce unii au considerat-o a fi o legătură între simbolurile astrale și poziția corpurilor cerești la data decesului defunctului.

### Școli
Ele erau sculptate de kovač / klesar (pietrar, zidar, meșter; în sens latin de faber, „maistru” ), în timp ce inscripțiile, probabil ca șablon, erau pregătite de dijak / pisar (ucenici, scribi). Până acum sunt cunoscute 33 de nume de meșteri, printre care cel mai notabil este Grubač, datorită calității muncii lui și pentru că își lucra propriile inscripții. El a făcut patru stecițe în Boljuni și patru în Opličići lângă Stolac⁠(d). Cel mai notabil scrib fost Semorad care a lucrat și el tot pe la Stolac. Se crede că pietrarii învățau meserie în Dalmația și Ragusa, și de la ei învățau cei din împrejurimi.
Stecițele erau în mare parte sculptate din blocuri imense, cele mai multe din calcar. Vecinătatea unei cariere era cel mai important criteriu pentru locația cimitirului. Unele dintre ele cântăresc peste 29 de tone, și se presupune că au fost trase de cai sau duse în care cu boi, iar cele mai grele cu o combinație de sănii și bilete plate. Ele erau plasate direct deasupra gropii, de multe ori în direcția cardinală vest-est, prin urmare, deci, ca și decedatul. Aparent, direcția era legată de calea Soarelui și era important ca morții să privească la răsăritul Soarelui.
Stecițele din Bosnia și Herțegovina pot fi împărțite pe două școli de pietrărie: herțegovineană (sarcofage cu arcade, scene figurative, o multitudine de motive) și est-bosniacă (sarcofage, în formă de cabane, motive florale). Poziția de lider o ocupă școlile din Herțegovina, cu centrul în jurul Stolacului⁠(d), în zona Trebinje și Bileca⁠(d), Gacko⁠(d) și Nevesinje⁠(d). Al patrulea atelier de lucru a fost în zona Konjic, și un al cincilea la Lištica. Centrul pietrarilor din vestul Bosniei era între Kupres și Tomislavgrad, în Bosnia Centrală pe la Travnik, în timp ce în estul Bosniei erau patru ateliere de lucru, unul între Kladanj⁠(d), Olovo și Ilijas⁠(d), al doilea pe la Zvornik, al treilea în Ludmer⁠(d), și al patrulea în zona Rogatica.

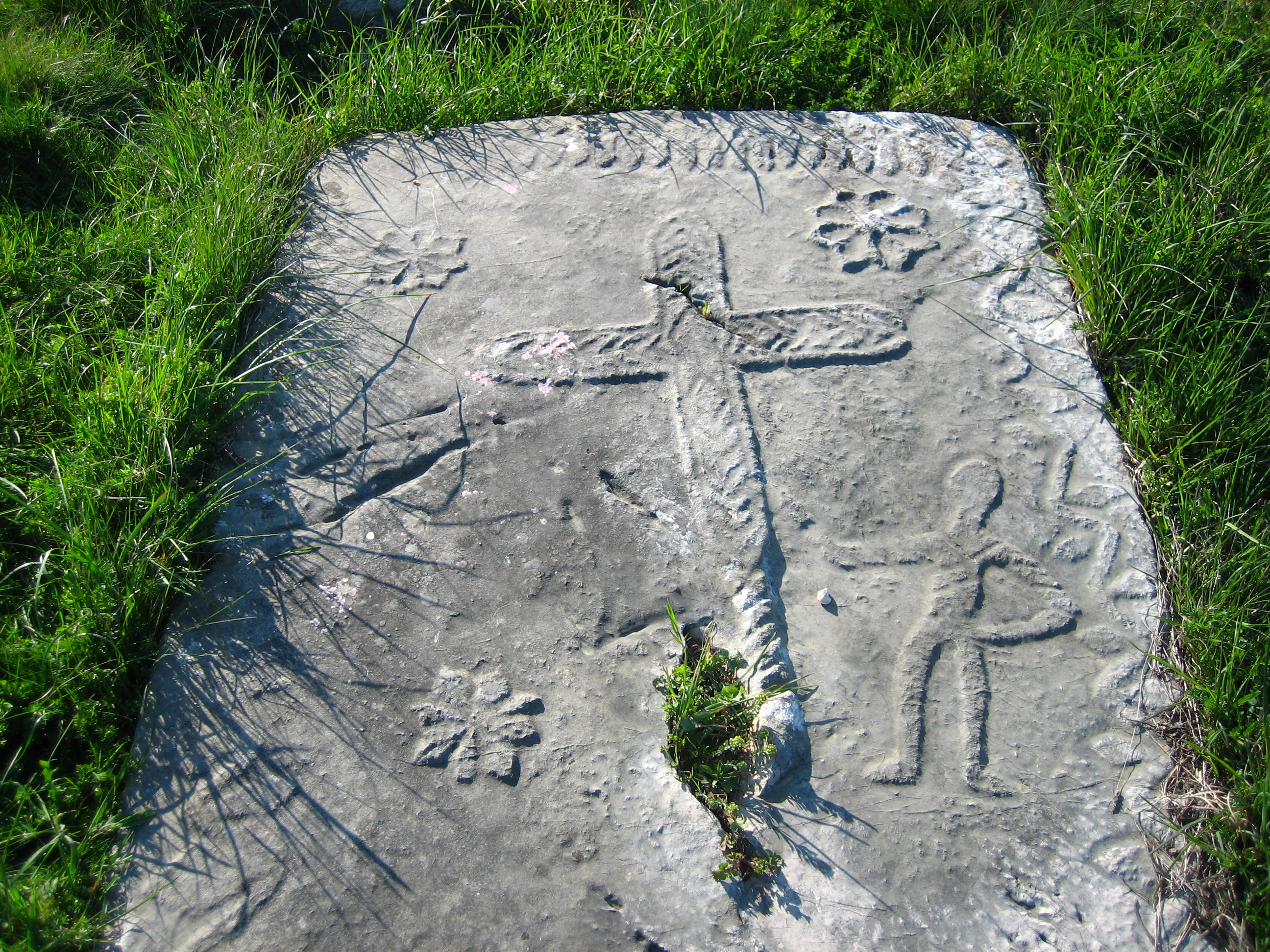
Steciu-lespede la Cista Velika.

În Croația se presupune că au fost două ateliere, unul în Cista Velika, și al doilea în Čepikuće. Caracteristica locală a steciurilor din teritoriul din jurul râului  Cetina din Croația este că erau rareori ornate, doar 8–10% au decor simplu. Cei de pe valea superioară a Cetinei sunt mai mici și, prin tipul și stilul lor, amintesc de cele din Knin și Livno, în timp ce cele din Cetina mijlocie sunt mai monumentale. Steciuri plate au fost găsite în satul Bitelić, decorate cu ornamente geometrice identice, neîntâlnite nici în Dalmația, nici în Bosnia și Herțegovina, cu toate acestea, prin natura ornamentelor și tratamentul suprafeței ele sunt considerate a fi posibil în legătură cu mai multe monumente de lângă Biserica Sf. Petru din Nikšić, Muntenegru.
În Muntenegru, un centru ar fi existat în jurul orașului Nikšić, și un al doilea în Pljevlja. Potrivit lui Bešlagić, în Serbia se pare că nu existau centre speciale, dar au venit pietrari din Bosnia și Herțegovina.

## Origine
Există teorii diferite privind apartenența lor cultural-artistică, religioasă și etnică.. Marian Wenzel, un important cercetător al monumentelor funerare din Bosnia, a scris că monumentele funerare au fost ridicate între secolele al XI-lea și al XVI-lea, de către vlahii care trăiau în număr mare în Bosnia . Au fost cercetate și inscripțiile rare, care s-au dovedit a fi scrise de către vlahi Conform unei alte ipoteze, reprezentată mai ales de Bešlagić, steciurile sunt un fenomen cultural-artistic medieval specific Bosniei și Herțegovinei. Unii specialiști, ca Milovan Gavazzi⁠(d) (1978), au examinat un context mult mai larg, și au evaluat legătura lor cu tradiția megalitică din regiune și din Eurasia din perioada preistorică și contemporană. Alții consideră că forma de cufăr ar putea fi inspirată de casele romanești și gotice din orașele de coastă, iar forma cu acoperiș de sarcofagele medievale creștine sau de casele de lemn bosniace locale. S-a stabilit faptul că ele sunt în principal legate de zonele montane care au fost abandonate pentru o bună bucată de timp în urma migrațiilor generate de noile evenimente sociale și de ocupația otomană⁠(d).

### Religia
De la jumătatea secolului al XIX-lea, mai ales după teza lui Arthur Evans din 1875, mulți specialiști, între care Alexander Soloviev⁠(d), Kosta Hörmann și Ćiro Truhelka⁠(d) au susținut la început că ele sunt legate de originea Bisericii Bosniace, adică a bogomililor sau a altor grupări dualiste⁠(d). Alții au susținut că biserica a fost de fapt înființată de călugări franciscani din Biserica Catolică. Benac observa însă că stecițele nu au fost construite în Primul Țarat Bulgar, și că în Bosnia Centrală concentrația de centre ale Regatului Bosniac și ale Bisericii Bosniace este mai mică, și tot acolo sunt mai multe stecițe modeste, dar și mai vechi. Relația exclusivă între stecițe și bogomili a fost propagată de la sfârșitul secolului al XIX-lea din rațiuni politice și ideologice, așa cum au făcut Béni Kállay⁠(d) și autoritățile austro-ungare care au promovat identitatea panbosniacă și postotomană pentru că din 1878 teritoriul era sub administrație austro-ungară, și nu științifice. Deși în 1899, Kosta Hörmann, primul director al Muzeului Național al Bosniei și Herțegovinei⁠(d), deja contesta această idee, ea a rămas teoria predominantă în istoriografia internațională timp de aproape un secol.
De pe la jumătatea secolului al XX-lea, mai mulți specialiști, ca Marian Wenzel⁠(d), la un moment dat principala autoritate la nivel mondial în materie de artă și artifacte ale Bosniei și Herțegovinei medievale, a tras concluzia că pietrele funerare-stecițe sunt o tradiție comună în rândul credincioșilor catolici, ortodocși și bosniaci deopotrivă. Concluzia lui Wenzel a sprijinit și afirmațiile altor istorici cum că ele reflectă un fenomen cultural regional și nu aparține unei anumite credințe religioase. La un moment dat, inscripțiile/motivele dezvăluie afilierea confesională a necropolei/decedatului la una din cele trei organizații ecleziastice din Bosnia și Zahumlia medievale. Această interconfesionalitate a steciurilor este una dintre cele mai remarcabile trăsături ale lor, și indică gradul mare de creștinare al comunității bosniace medievale. Nu se consideră însă că sunt suficiente baze pentru o eticheta drept una exclusiv creștină.
Christian Gottlob Wilke⁠(d) a căutat origini ale motivelor simbolice în vechile concepte spirituale și religioase mediteraneene. Đuro Basler vedea în expresia artistică unele paralele cu arta romanescă târzie, și în motivele simbolice trei componente: precreștin, creștin și maniheist (bogomil).
Bešlagić a susținut că cei care le-au ridicat și le-au decorat nu erau întru totul creștinați deoarece practicau vechiul obicei de a atașa obiecte în mormintele celor morți, și că s-au găsit multe artifacte din metal, textile, ceramică și piele, monezi, cercei de argint, argint aurit și aur în mormintele de sub steciu. Obiceiuri cum ar fi plasarea monedelor în gura decedatului (prinosul lui Charon⁠(d)), și plasarea de vase de băut lângă morminte și la capul decedatului, provin din vremuri antice. Gropile erau folosite mai ales pentru o singură înhumare, dar uneori și pentru două sau mai multe. Bešlagić consideră că a existat un obicei precreștin de reînhumare în care oasele erau spălate și reîngropate, pe baza inscripției de pe un stećak din Muntenegru.

### Originea etnică
Identitatea etnică a steciurilor nu a fost încă clarificată pe deplin. Până acum, teoria cea mai răspândită, dar încă nu total acceptată, le pune în legătură cu comunitățile autohtone de vlahi⁠(d) din Balcani. Adversarii acestei teorii consideră că numărul lor era prea mic, că erau profani și izolați, și susțin că vlahii nu le-au construit după căderea Imperiului roman de Apus, și că simbolurile mitologice sunt legate mai ales de credințele păgâne ale vechilor slavi și nu de ale vlahilor.
Bešlagić și alții le-au pus în legătură cu formarea Regatului Bosniac și, mai ales, cu bogomilii, dar lacunele acestei teorii stau în faptul că existența Regatului Bosniac a fost prea scurtă pentru a schimba tradiția populară, că Biserica Bosniacă a apărut mai târziu și că a luat sfârșit înaintea steciurilor, că aria ei de influență nu poate explica prezența acestor pietre în zona litorală sau în zonele sârbești, că alți bogomili nu le-au construit, că multe necropole se află în preajma ruinelor unor biserici contemporane, că unele steciuri au fost încastrate în zidurile unor biserici sau geamii, și că bogomilii nu respectau simbolul crucii, care însă pe steciu este foarte comun.
Alți specialiști au propus teorii neconvingătoare sau care au fost respinse; Ivo Pilar⁠(d) (1918) susținea pe baze ideologice originea croată a Bosniei medievale, după care Dominik Mandić⁠(d) le-a considerat o parte a ritualului funerar al croaților păgâni din Croația Roșie⁠(d), Ante Škobalj a susținut și el teoria croată, Vaso Glušac a susținut tot pe baze ideologice o origine ortodox-sârbă atât pentru Biserica Bosniacă, cât și pentru stecițe, în timp ce Vladislav Skarić considera că ele reprezintă „casa eternă” a vechilor slavi, și că inițial ele au fost construite din lemn. Vladimir Ćorović arăta că „vechii slavi nu foloseau monolite sau blocuri mari de piatră pentru a-și face case, darmite pentru pietre de mormânt. Cu atât mai puțin la scris și decorațiuni”.

#### Vlahi

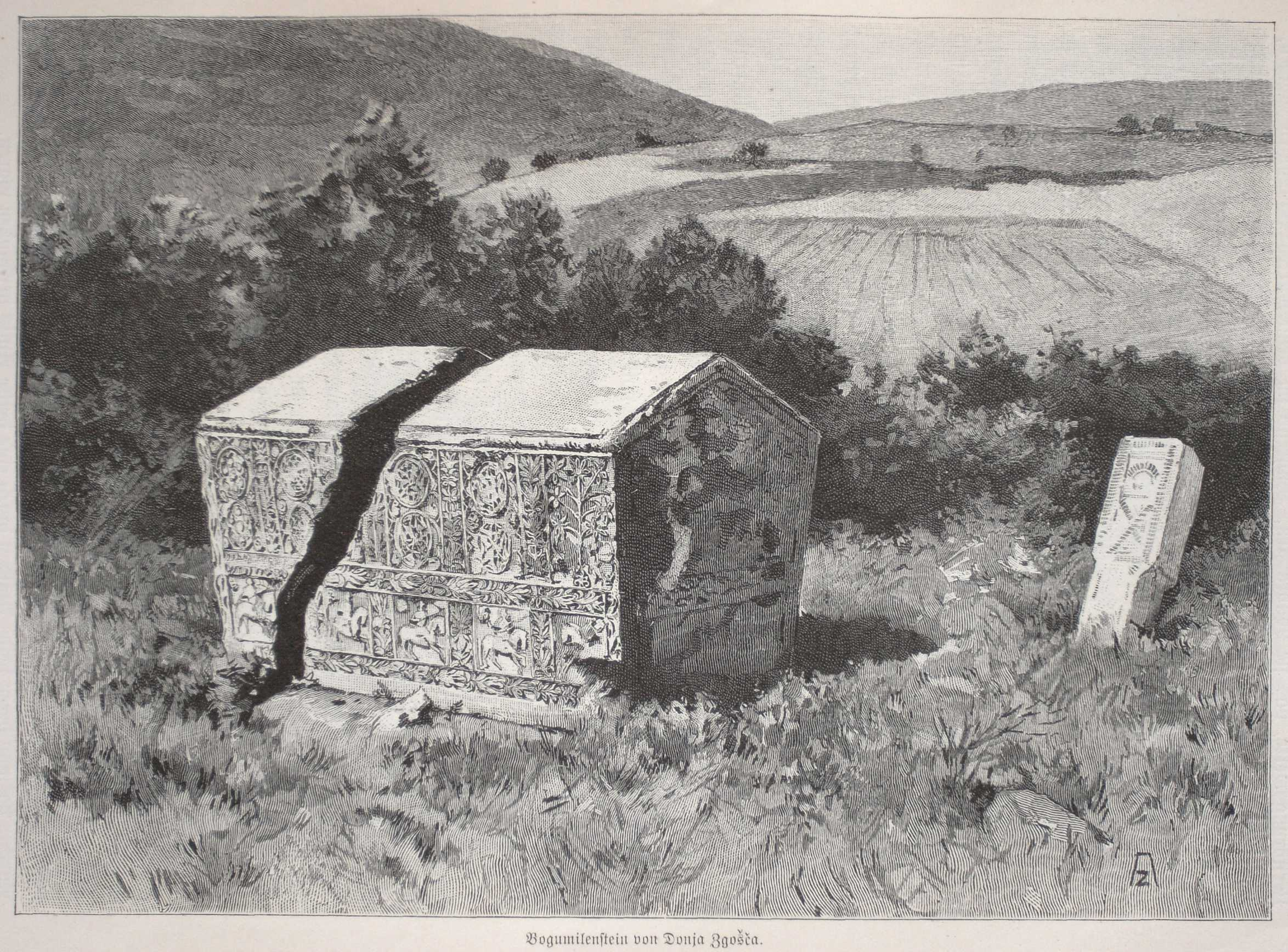
Steciță spartă fotografiată de Hugo Charlemont, 1901.

Teoria vlahilor autohtoni a fost avansată de Bogumil Hrabak (1956) și Marian Wenzel (1962), și mai recent a fost susținută de cercetările arheologice și antropologice ale rămășițelor de schelete din mormintele de sub steciu. Ea este însă una mult mai veche, fiind propusă pentru prima oară de Arthur Evans în lucrarea sa Antiquarian Researches in Illyricum (1883). În timp ce făcea cercetări cu Felix von Luschan⁠(d) la mormintele cu stecițe din apropiere de Konavle, el a găsit că un număr mare de cranii nu erau de origine slavă, ci erau mai similare cu vechile triburi ilirice și de arbanasi, remarcând și că memorialele din Dubrovnik consemnau prezența vlahilor în acele părți până în secolul al XV-lea.
Hrabak a fost primul specialist care a legat documentele istorice de relația lor cu persoanele menționate pe rarele inscripții de pe steciuri. În 1953, el trăgea concluzia că meșterul zidar Grubač din necropola Boljun de lângă Stolac⁠(d) a construit steciulul lui Bogavac Tarah Bol(j)unović cel târziu în 1477, și că majoritatea monumentelor vlahilor herțegovineni, nu doar ale herțegovinenilor și nu doar ale vlahilor, pot fi datate în a doua jumătate a secolului al XV-lea. Într-unul din studiile sale, Wenzel a cercetat șaisprezece stecițe cu datare similară legate de persoane cunoscute de istorici. Ea a consemnat astfel posibilitatea ca, inițial, monumentele de piatră să fi fost introduse de nobilimea feudală pe la jumătatea secolului al XIV-lea, tradiție îmbrățișată de vlahi, care au introdus decorațiunile. Sfârșitul producției de stecițe este pusă de Wenzel pe seama invaziei otomane și a noilor condiții sociale, când trecerea vlahilor și a unor slavi la islam s-a soldat cu pierderea organizării și caracteristicilor acestei identități etnice.
Sima Ćirković⁠(d) (1964) și Marko Vego⁠(d) (1973) au susținut că apariția stecițelor în rândul vlahilor coincide cu dezvoltarea lor socio-economică, confirmată în regiuna Zahumlia unde se află cea mai cunoscută necropolă, cea de la Necropolis of stecci at Radimlja, the historic site⁠(d), legată de familia vlahă Miloradović-Stjepanović care se trăgea din Hrabreni. Posibilitățile financiare ale vlahilor de a realiza aceste monumente funerare costisitoare sunt susținute și confirmate în documentele istorice, de exemplu vlahul Ostoja Bogović din Cetina, care a plătit în 1377 de 40 de livre, prețul înmormântării vlahului Priboja Papalić. La acea dată, la Split o înmormântare costa 4-8 livre, cu 40 de livre putând fi cumpărat un mormânt pentru o întreagă familie în biserica franciscană din Šibenik.
Benac a concluzionat că răspândirea steciurilor în teritoriile de pe malul drept al râului Cetina în părțile Zagorei⁠(d) dalmate, și în același timp absența lor pe malul stâng al râului (cu cimitire asociate bisericilor din Evul Mediu Timpuriu), demonstrează că aceste pietre funerare aparțineau comunităților vlahe din aceste părți. Triunghiul format de Šibenik, Trogir și Knin, precum și zonele din jurul localităților Vrlika și Trilj, care erau principale centre ale vlahilor, au cel mai mare număr de steciuri din Dalmația. În 1982, Benac consemna că cea mai mare concentrare a lor este în Herțegovina de Sud (teritoriul localităților Trebinje, Bileća⁠(d), Ljubinj și Stolac⁠(d)), care aveau concentrare mare de populație vlahă. Unele din inscripțiile de pe steciuri (cu antroponime) le pun într-o legătură evidentă cu liderii comunităților vlahe; Tarah Boljunović din Boljun-Stolac, Vukosav Vlaćević din Vlahovići⁠(d)-Lubinje, Hrabreni și Miloradović din Radimlja-Stolac, precum și alți membri de seamă ai grupurilor de vlahi cum ar fi Bobani, Pliščići, Predojevići, Drobnjaci⁠(d) au ajuns să aibă asemenea monumente.
Apariția steciului în zona Cetina este legată de eforturile familiei nobiliare Nelipić⁠(d) de a readuce puterea economică și politică, după ce pierduseră Kninul în 1345 în favoarea regelui Ludovic I al Ungariei, în schimbul regiunilor Sinj și Cetina. Ei au înflorit, cu ajutorul vlahilor, care au fost răsplătiți cu beneficii și cu dreptul de a-și păstra legea lor. După multe conflicte și moartea ultimului nobil Nelipić, și apoi a lui Ivan Frankopan⁠(d), vlahii l-au susținut pe Stjepan Vukčić Kosača. Steciul cu acoperiș de tip dalmat pot fi găsite numai în regiunile Dalmației și Bosniei de Sud-Vest, dominate de familia nobiliară Kosača⁠(d). Era în interesul lui să colonizeze luptători vlahi bine organizați în cele mai periculoase zone ale domeniului său, pentru a se apăra de forțele lui Talovac din Cetina și de cele venețiene din Poljica⁠(d) și de pe coastă. Acest tip dalmat se găsește, astfel, numai la vest și la sud de capitala Imotski a voievozilor Kosača, și mai târziu și la nord după căderea Bosniei⁠(d).
Cercetările antropologice efectuate în 1982 pe schelete din 108 morminte cu steciță (secolele al XIII-lea – al XIV-lea) din Raška Gora lângă Mostar, precum și din Grborezi⁠(d) lângă Livno, demonstrează omogenitatea seriilor cu tip antropologic dinaric⁠(d) pur, fără alte amestecuri, indicând o populație de origine neslavă, vlahă autohtonă. Cercetarea a 11 schelete din necropola de la Pavlovac de lângă Prača⁠(d), adesea atribuite familiei nobiliare Pavlović, prezintă tot un tip dinaric pur, indicând originea vlahă, deși izvoarele istorice nu îi identifică pe Pavlovići drept vlahi. Cercetarea antropologică din 1991 pe 40 de schelete din 28 de morminte (datate în deceniile anilor 1440-1450) de sub steciuri de pe platoul Poljanice de lângă satul Bisko⁠(d) au demonstrat că marea majoritate a populației aparținea tipului dinaric autohton, concluzionând că ei sunt de origine neslavă. 21 de schelete erau ale unor copii, și din 19 care aparțineau unor adulți, 13 erau de bărbați. Cariera pentru stecițe a fost găsită în nord-vestul platoului.
Arheologic, unele morminte medievale din zona Cetina au trăsături locale prin care zona se distinge de alte părți ale Dalmației. Acolo, înmormântările se făceau în pământ, fără arhitectură adițională de piatră. Unii specialiști leagă acest fenomen de o identitate etnică specifică, dar datorită fazei încă incipiente a cercetărilor, se consideră doar o apariție regională îngustă și locală.

## Influența
Unul dintre misterele lor este că nu au fost menționate în documentele medievale locale și străine. Cronici franciscane care înregistrau multe lucruri neobișnuite, cum ar fi cimitirele turcești, nu le menționează. Tradiția populară a păstrat percepții mitice pline de superstiții și povești fantastice, ceea ce presupune că a avut loc o discontinuitate a memoriei istorice între toate cele trei grupuri etnice, provocate de migrații etnice și conversii religioase în timpul dominației otomane.
Se consideră că prima atestare a stecițelor provine de la călătorul Benedikt Kuripečič⁠(d) din 1530. Evliya Çelebi le-a descris în 1626 ca pietre funerare ale unor eroi necunoscuți. Cea mai veche mențiune de la un autor local provine de la Andrija Kacic Miošić la mijlocul secolului al XVIII-lea. Alberto Fortis⁠(d) în opera lui Călătorii în Dalmația (1774) le-a consemnat în spiritul romantic al timpului, descriind pietrele funerare din Cetina ca morminte ale unor războinici uriași. Au atras și atenția lui Aleksander Antoni Sapieha⁠(d), Ami Boué, Otto Blau, John Gardner Wilkinson⁠(d) și Heinrich Sterneck.
Din a doua jumătate a secolului al XIX-lea, stecițele sunt văzute ca simbol al Bosniei și Herțegovinei, obiecte ale revendicărilor ideologice și ale legendelor etnogenetice naționaliste sud-slave, precum și ale unor opinii divergente pe marginea interpretării lor arheologică, artistică și istorică. Deși naționalismul sârbo-croat a încercat toate să le alipească propriei culturi, paradoxal, nici sârbo-croații, nici bosniacii din Bosnia și Herțegovina nu le-au reținut în conștiința lor colectivă, lăsându-le în voia elementelor și expuse distrugerii umane (care le-a înjumătățit numărul), ceea ce sugerează că revendicările culturale se bazează mai ales pe construcții artificiale. Anume, ideea despre originea bogomilă a steciurilor se sprijinea pe teoria originii bogomile a bosniacilor musulmani, a cărei ideologizare și distorsionare a istoriei a fost criticată de mulți specialiști, Wenzel afirmând, de exemplu, că „astfel  de steciuri au fost date în dar musulmanilor, accentuându-le dreptul de moștenire asupra pământului cu implicația că creștinii de mai târziu erau, comparativ, niște «nou-veniți»”. Destrămarea Iugoslaviei și Războiul Bosniac (1992–1995) au condus la o reapariție a teoriei bogomile în lucrări publice care căutau o legitimitate istorico-politică, sugerând că islamizarea nu a fost cauzată doar de ocupația otomană, ci că ar fi fost un eveniment cauzat de bogomili și deci, unul care afirma diferența etnică și confesională între populația bogomilă și cele catolică și ortodoxă. Ea nu a avut însă influență asupra gândirii științifice și asupra cercetării comparative.
Prima prezentare publică a pietrelor funerare în Europa este atribuită diplomatului iugoslav, imigrant rus de origine poloneză, Alexandr Soloviev⁠(d) (1890-1971). Se pare că el a scris despre ele în prospectul însoțitor de la expoziția de la Paris „Arta medievală a popoarelor din Iugoslavia” (1950). Prima prezentare publică regională a avut loc în 2008, la Galeria "Klovićevi Dvori"⁠(d), și a reprezentat un exemplu de încurajare a dialogului public între patru națiuni.
Au influențat diferite forme de artă și au fost temă de inspirație pentru: sculptori, pictori, poeți, regizori, scriitori și fotografi.

## Steciuri notabile
Steciurile sunt de obicei concentrate în grupuri: în cimitirele familiilor individuale cu câteva exemplare, în cimitire de familii multiple cu aproximativ 30 până la 50 de exemplare, în marile necropole ale comunelor rurale, ocazional, cu mai multe sute de exemplare. Exemple de necropole de familie sunt cele ale familiei Sanković⁠(d) din satul Biskup de lângă Konjic, Miloradović-Stjepanović (Hrabreni) dn Necropolis of stecci at Radimlja, the historic site⁠(d) lângă Stolac⁠(d), de Pavlović lângă Sarajevo, și al unei familii necunoscute la Donja Zgošća lângă Kakanj⁠(d). Astăzi, multe stecițe sunt expuse și în grădina Muzeului Național al Bosniei și Herțegovinei⁠(d) din Sarajevo. Necropola medievală Mramorje⁠(d) din Serbia face parte din monumentele culturale de importanță excepțională și conține un număr mare de morminte cu stecițe.

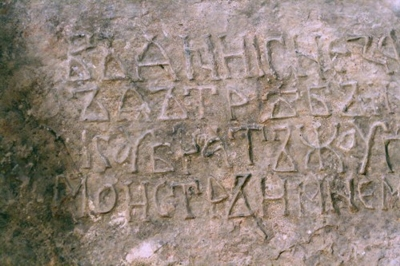
Inscripția de pe stecița de la din secolul al XII-lea, considerată cea mai veche.

Printre alte stecițe locale sau individuale studiate mai mult se numără următoarele:
- Cel mai vechi steciu cunoscut este considerat cel al lui Grdeša⁠(d), un null din Trebinje din secolul al XII-lea.[120][121]
- Cea mai veche steciță cu inscripție este considerată cea a Marijei, soția preotului Dabiživ, cu un număr inscripționat, presupus a fi anul decesului, 1231, din Vidoštak lângă Stolac.[120]
- Mormântul lui Vlatko Vuković Kosača⁠(d) este marcat lângă satul Boljuni de lângă Stolac⁠(d), în Bosnia și Herțegovina, datând de la sfârșitul secolului al XIV-lea. Inscripția de pe mormânt a fost scrisă în alfabetul chirilic bosniac⁠(d) cu accent ikavian⁠(d).[122]
- Cele două steciuri cu acoperiș care aparțineau lui Bogumil Jerko Kustražić și soției sale, Vladna, de la jumătatea secolului al XV-lea, din Cista lângă Imotski, și Split[123]
- Steciul lui Vlkoj Bogdanić (fiul lui Radmil) care a murit în luptă la jumătatea secolului al XV-lea, realizat de meșterul zidar Jurina, din Lovreć, Croatia[123]